# Caiqiao (socken i Kina, Hunan)
Caiqiao (kinesiska: 蔡桥, 蔡桥乡) är en socken i Kina. Den ligger i provinsen Hunan, i den södra delen av landet, omkring 230 kilometer sydväst om provinshuvudstaden Changsha. Antalet invånare är 26918. Befolkningen består av 12 691 kvinnor och 14 227 män. Barn under 15 år utgör 25,0 %, vuxna 15-64 år 66 %, och äldre över 65 år 8,0 %.
Genomsnittlig årsnederbörd är 1 613 millimeter. Den regnigaste månaden är maj, med i genomsnitt 233 mm nederbörd, och den torraste är oktober, med 38 mm nederbörd.